# Résidence principale
 (avril 2022).
La résidence principale est un principe de droit relatif à l'habitation présent dans plusieurs législations.

## Droit français
La résidence principale est, selon la définition de l'INSEE, l'habitation occupée de façon habituelle et à titre principal par une ou plusieurs personnes d'un même ménage, par opposition à la résidence secondaire.
Cette définition a un intérêt essentiellement pour les autorités civiles et militaires : connaître le lieu principal de vie d'une personne permet de déterminer certains impôts, ouvre droit à inscription sur les listes électorales et sert de domiciliation.

## Droit québécois
En droit québécois, la résidence principale est définie à l'article 77 du Code civil du Québec : « La résidence d’une personne est le lieu où elle demeure de façon habituelle; en cas de pluralité de résidences, on considère, pour l’établissement du domicile, celle qui a le caractère principal. » . Elle est partageable entre les époux en vertu des règles du patrimoine familial (art. 415 al.1 C.c.Q.) .